# Campionati europei di ciclismo su pista 2019 - Inseguimento a squadre maschile
L'inseguimento a squadre maschile ai Campionati europei di ciclismo su pista 2019 si è svolta il 16 e il 17 ottobre 2019 presso il velodromo Omnisport di Apeldoorn, nei Paesi Bassi.

## Podio
| Pos.    | Atleta                                                                           | Nazionalità   |
| ------- | -------------------------------------------------------------------------------- | ------------- |
| Oro     | Lasse Norman Hansen Julius Johansen Frederik Madsen Rasmus Pedersen              | Danimarca     |
| Argento | Simone Consonni Filippo Ganna Francesco Lamon Davide Plebani Michele Scartezzini | Italia        |
| Bronzo  | Ed Clancy Ethan Hayter Charlie Tanfield Oliver Wood                              | Gran Bretagna |

## Risultati

### Qualifiche
I migliori 4 tempi si qualificano alle semifinali per l'oro
| Posizione | Atleti                                                               | Nazione       | Tempo    | Gap     | Note |
| --------- | -------------------------------------------------------------------- | ------------- | -------- | ------- | ---- |
| 1         | Lasse Norman Hansen Julius Johansen Frederik Madsen Rasmus Pedersen  | Danimarca     | 3:51.833 |         | Q    |
| 2         | Ed Clancy Ethan Hayter Charlie Tanfield Oliver Wood                  | Gran Bretagna | 3:53.219 | +1.385  | Q    |
| 3         | Simone Consonni Filippo Ganna Francesco Lamon Davide Plebani         | Italia        | 3:53.934 | +2.101  | Q    |
| 4         | Felix Groß Theo Reinhardt Leon Rohde Nils Schomber                   | Germania      | 3:55.677 | +3.843  | Q    |
| 5         | Stefan Bissegger Claudio Imhof Théry Schir Cyrille Thièry            | Svizzera      | 3:55.909 | +4.076  | q    |
| 6         | Corentin Ermenault Florian Maitre Valentin Tabellion Benjamin Thomas | Francia       | 3:56.159 | +4.325  | q    |
| 7         | Szymon Krawczyk Bartosz Rudyk Szymon Sajnok Daniel Staniszewski      | Polonia       | 3:56.328 | +4.495  | q    |
| 8         | Kenny De Ketele Robbe Ghys Rune Herregodts Sasha Weemaes             | Belgio        | 3:57.211 | +5.378  | q    |
| 9         | Lev Gonov Ivan Smirnov Gleb Syrica Nikita Bersenev                   | Russia        | 3:57.255 | +5.421  |      |
| 10        | Yauheni Akhramenka Jaŭheni Karalëk Mikhail Shemetau Raman Tsishkou   | Bielorussia   | 4:01.545 | +9.712  |      |
| 11        | Volodymyr Dzhus Roman Gladyš Vitaliy Hryniv Kyrylo Tsarenko          | Ucraina       | 4:07.472 | +15.639 |      |

### Semifinali
| Posizione | Batteria | Atleti                                                               | Nazione       | Tempo    | Note |
| --------- | -------- | -------------------------------------------------------------------- | ------------- | -------- | ---- |
| 1         | 4        | Lasse Norman Hansen Julius Johansen Frederik Madsen Rasmus Pedersen  | Danimarca     | 3:48.762 | Q    |
| 2         | 3        | Simone Consonni Filippo Ganna Francesco Lamon Davide Plebani         | Italia        | 3:51.604 | Q    |
| 3         | 3        | Ed Clancy Ethan Hayter Charlie Tanfield Oliver Wood                  | Gran Bretagna | 3:52.230 | q    |
| 4         | 2        | Stefan Bissegger Claudio Imhof Valère Thiébaud Cyrille Thièry        | Svizzera      | 3:52.860 | q    |
| 5         | 4        | Felix Groß Theo Reinhardt Domenic Weinstein Nils Schomber            | Germania      | 3:53.974 |      |
| 6         | 1        | Corentin Ermenault Florian Maitre Valentin Tabellion Benjamin Thomas | Francia       | 3:55.686 |      |
| 7         | 2        | Kenny De Ketele Robbe Ghys Rune Herregodts Sasha Weemaes             | Belgio        | 3:57.985 |      |
| 8         | 1        | Szymon Krawczyk Bartosz Rudyk Szymon Sajnok Daniel Staniszewski      | Polonia       | 4:01.376 |      |

### Finali
| Posizione            | Atleti                                                              | Nazione       | Tempo    | Gap    |
| -------------------- | ------------------------------------------------------------------- | ------------- | -------- | ------ |
| Finale per il bronzo |                                                                     |               |          |        |
| 3                    | Ed Clancy Ethan Hayter Charlie Tanfield Oliver Wood                 | Gran Bretagna | 3:51.428 |        |
| 4                    | Stefan Bissegger Claudio Imhof Valère Thiébaud Cyrille Thièry       | Svizzera      | 3:54.278 | +2.850 |
| Finale per l'oro     |                                                                     |               |          |        |
| 1                    | Lasse Norman Hansen Julius Johansen Frederik Madsen Rasmus Pedersen | Danimarca     | 3:49.113 |        |
| 2                    | Michele Scartezzini Filippo Ganna Francesco Lamon Davide Plebani    | Italia        | 3:54.117 | +5.004 |